# 山口屋忠右衛門
山口屋 忠右衛門（やまぐちや ちゅうえもん、生没年不詳）は江戸時代の江戸の地本問屋。

## 来歴
寛政から天保期に馬喰町2丁目または馬喰町3丁目で営業しており、寛政期における代表的な版元であった。喜多川歌麿、鳥橋斎栄里、鳥高斎栄昌、歌川豊国らの錦絵を出版している。子の山口屋忠助が跡を継いでいる。

## 作品
- 喜多川歌麿 『五明楼滝川』 大判錦絵 寛政
- 喜多川歌麿『絽をすかし見る女』
- 喜多川歌麿 『大川端夕涼み』 大判3枚続 錦絵 寛政9年‐寛政10年ころ
- 喜多川歌麿 『江戸の花娘浄瑠璃』大判錦絵 享和3年（1803年）
- 歌川豊国 『二世中村仲蔵の松王丸 七世片岡仁左衛門の藤原時平 市川八百蔵の梅王丸』 大判組物 錦絵 寛政8年（1796年）7月 都座『菅原伝授手習鑑』に取材
- 歌川豊国『中山富三郎』
- 鳥橋斎栄里、鳥高斎栄昌 『廓中美人競』大判 錦絵揃物 寛政7年‐寛政8年ころ
- 鳥高斎栄昌 『美人船中管絃図』大判 錦絵 寛政